# قانون سرد شدن نیوتن

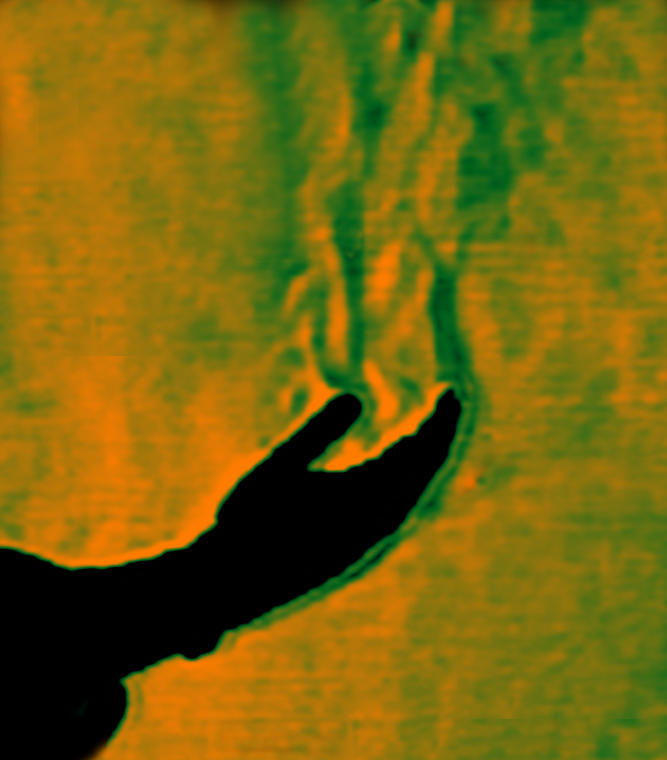
جریان همرفتی گرما بین دست انسان و هوا.

قانون سردشدن نیوتن بیان می‌کند که سرعت تغییر دمای جسم به صورت تقریبی با اختلاف دمای جسم و محیط اطرافش متناسب است. این موضوع اولین بار توسط نیوتن کشف شد.  
این که وقتی یک جسم گرم در مجاورت یک محیط سرد قرار می‌گیرد، رفته رفته دمای خود را از دست می‌دهد امری است که انسان از گذشته‌های دور می‌دانسته است.  
هنگامی که اختلاف دمای جسم و محیط اطراف کم باشد، مقدار متوسط گرمایی که در اثر هدایت (Conduction)، هم‌رفت (جابجایی، Convection) و تابش فروسرخ (Infrared radiation) بین جسم و محیط اطراف آن مبادله می‌شود به صورت تقریبی متناسب با اختلاف دمای جسم و محیط اطراف است. 

## روابط ریاضی
قانون سردشدن نیوتن حل یک معادلهٔ دیفرانسیلی از قانون فوریه است.
{\displaystyle {{\frac {dQ}{dt}}=h\cdot A(T(t)-T_{\text{env}})=h\cdot A\Delta T(t)\quad }}
که در آن:
{\displaystyle Q} انرژی گرمایی بر حسب ژول است.
{\displaystyle h} ضریب هدایت گرمایی است (W/m2 K)
{\displaystyle A} مساحت سطحی است که انتقال انرژی صورت می‌گیرد. (m2)
{\displaystyle T} دمای سطحی جسم است که در تقریب ثابت فرض می‌شود.
{\displaystyle T_{\text{env}}} دمای محیط است.
{\displaystyle \Delta T(t)=T(t)-T_{\text{env}}} میزان تغییر گرمای وابسته به زمان جسم است.
ضریب h به ویژگی‌های فیزیکی جسم وابسته است.
{\displaystyle {\frac {dT(t)}{dt}}=-r(T(t)-T_{\mathrm {env} })=-r\Delta T(t)\quad }
که {\displaystyle r=hA/C}
{\displaystyle r=1/t_{0}=-(dT(t)/dt)/\Delta T}
{\displaystyle T(t)=T_{\mathrm {env} }+(T(0)-T_{\mathrm {env} })\ e^{-rt}.\quad }
{\displaystyle {\frac {dT(t)}{dt}}={\frac {d\Delta T(t)}{dt}}=-{\frac {1}{t_{0}}}\Delta T(t)\quad }

## کاربرد در پزشکی قانونی
بدن انسان پس از مرگ رفته رفته سرد می‌شود تا دمایش به تعادل با دمای محیط برسد. در پزشکی قانونی این واقعیت برای تخمین زمان مرگ جسد به کار می‌رود.